# فرودگاه کوتاموندرا
فرودگاه کوتاموندرا (به انگلیسی: Cootamundra Airport) یک فرودگاه همگانی با کد یاتا CMD است که یک باند فرود آسفالت دارد و طول باند آن ۱۴۲۷ متر است. این فرودگاه در کشور استرالیا قرار دارد و در ارتفاع ۳۳۸ متری از سطح دریا واقع شده‌است.